# Thyrisomidae
Thyrisomidae é uma família de ácaros pertencentes à ordem Sarcoptiformes.
Géneros:
- Banksinoma Oudemans, 1930
- Gemmazetes Fujikawa, 1979
- Gobiella Balogh & Mahunka, 1965